# Hajime Ueda
Hajime Ueda (上田 ハジメ, Ueda Hajime) est un mangaka.

## Biographie
Hajime Ueda est l'auteur de la version manga en deux volumes de FLCL.
En 2006, il a publié le manga Q-Ko-Chan: The Chikyuu Shinryaku Shoujo. Il a commencé sa carrière en tant qu'artiste de Dōjinshi.